# 小行星668643
小行星668643（臨時編號：2012 DR30）是一颗位于位于离散盘/内侧奥尔特云的外海王星半人马小行星，其直径大约有185-200千米。
截止2017年2月，小行星668643有着小行星中第二长的半长轴(2014 FE72有着更长的半长轴)。2012 DR30的质心半长轴大约为1032天文单位。在2018年7月2012 DR30的日心半长轴将达到最大值，约为1644天文单位。
小行星668643于2009年2月距土星仅5.7天文单位，在2011年3月达到近日点，距太阳仅14.5天文单位(位于天王星轨道内)。在2017年，2012 DR30将从距太阳17.3天文单位的位置移动到18.2天文单位的位置。2012 DR30将在3月达到冲日位置。根据2012 DR307.1的视星等推算，2012 DR30的直径约为185千米。其有着14.7年的观测弧，这表明2012 DR30有着很好的约束轨道。直到2047年2012 DR30与太阳的距离也不会达到50天文单位。在离开行星区域后，2012 DR30的质心远日点将达到2049天文单位，轨道周期将长达33100年。
| 轨道演化  |                            |                |
| 年 (历元) | 质心 远日点 (Q) (天文单位) | 轨道 周期 (年) |
| 1950      | 2000                       | 32000          |
| 2050      | 2049                       | 33100          |

2012 DR30的质心轨道参数如下：
- 半长轴: ~1032天文单位[a]
- 远日点: ~2049天文单位[a]
- 轨道周期: ~33,100年[a]

## 比较

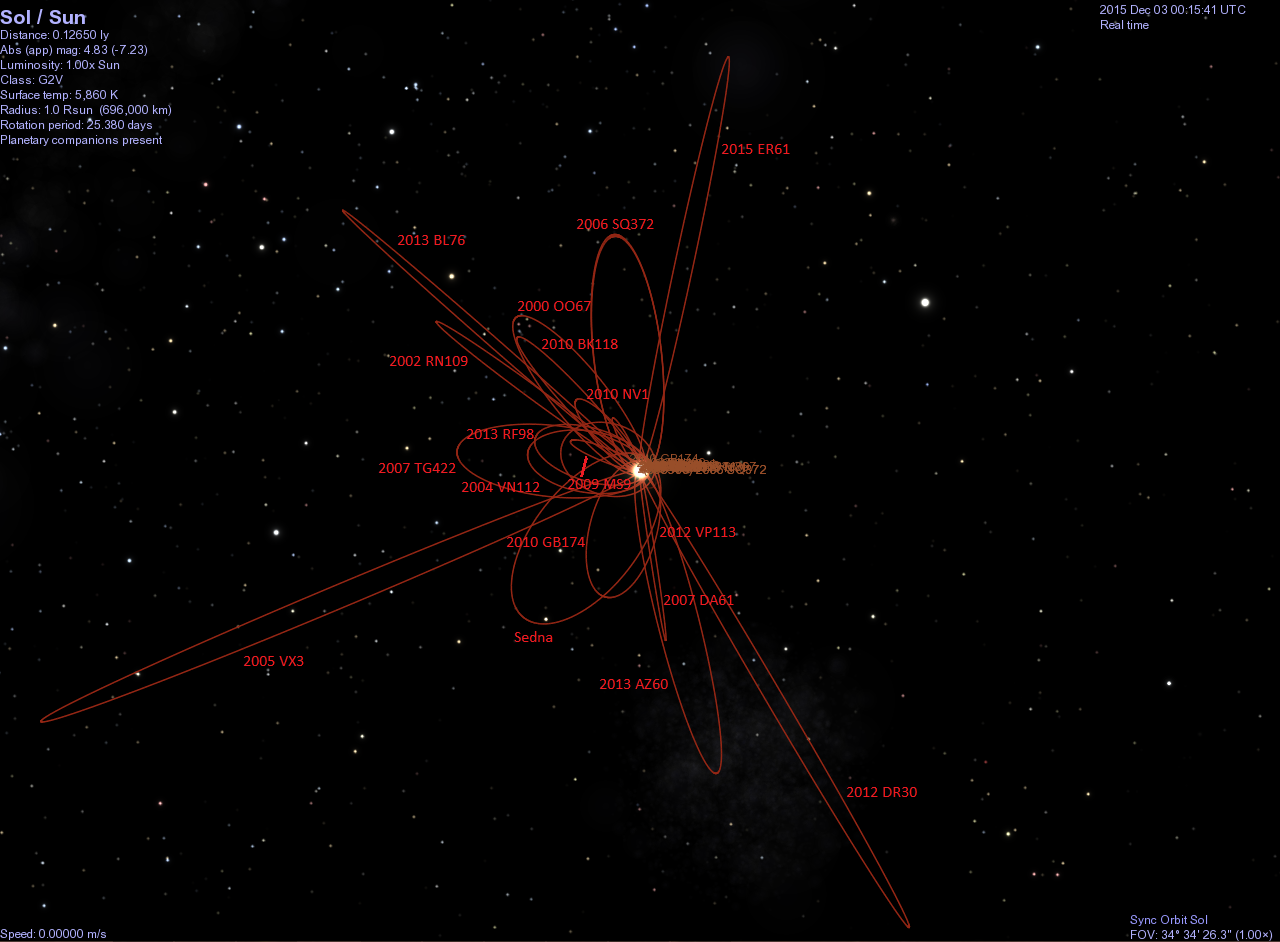
塞德娜和其他远距天体的比较，包括(轨道可能有错误),,,,,,,,,,,,,,,,